# Navigație la Jocurile Olimpice de vară din 2020 – Clasa 470 masculin
Proba masculină de navigație clasa 470 de la Jocurile Olimpice de vară din 2020 a avut loc în perioada 28 iulie-4 august 2021 la Enoshima Yacht Harbor, fiind programate să aibă loc 11 curse. La această probă au participat 19 echipe.

## Program
| Mie 28 iul      | Joi 29 iul      | Vin 30 iul      | Sâm 31 iul   | Dum 1 aug       | Lun 2 aug        | Mar 3 aug    | Mie 4 aug            |
| --------------- | --------------- | --------------- | ------------ | --------------- | ---------------- | ------------ | -------------------- |
| Cursa 1 Cursa 2 | Cursa 3 Cursa 4 | Cursa 5 Cursa 6 | Zi de odihnă | Cursa 7 Cursa 8 | Cursa 9 Cursa 10 | Zi de odihnă | Cursa pentru medalii |

## Rezultate
| Loc | Sportiv                           | Țară                       | I  | II | III | IV | V  | VI | VII | VIII | IX | X  | Cursa pentru medalii | Total | Puncte |
| --- | --------------------------------- | -------------------------- | -- | -- | --- | -- | -- | -- | --- | ---- | -- | -- | -------------------- | ----- | ------ |
| 1   | Mathew Belcher William Ryan       | Australia                  | 2  | 5  | 1   | 1  | 4  | 3  | 2   | 1    | 2  | 8  | 2                    | 31    | 23     |
| 2   | Anton Dahlberg Fredrik Bergström  | Suedia                     | 1  | 15 | 8   | 5  | 6  | 11 | 1   | 5    | 3  | 1  | 4                    | 60    | 45     |
| 3   | Jordi Xammar Nicolás Rodríguez    | Spania                     | 10 | 1  | 10  | 6  | 14 | 1  | 3   | 2    | 5  | 7  | 10                   | 69    | 55     |
| 4   | Paul Snow-Hansen Daniel Willcox   | Noua Zeelandă              | 6  | 2  | 7   | 7  | 5  | 7  | 13  | 8    | 6  | 3  | 6                    | 70    | 57     |
| 5   | Luke Patience Chris Grube         | Marea Britanie             | 3  | 8  | 2   | 4  | 10 | 5  | 9   | 6    | 7  | 10 | 16                   | 70    | 70     |
| 6   | Giacomo Ferrari Giulio Calabro    | Italia                     | 9  | 9  | 12  | 9  | 9  | 4  | 14  | 3    | 10 | 2  | 14                   | 95    | 81     |
| 7   | Keiju Okada Jumpei Hokazono       | Japonia                    | 7  | 4  | 4   | 11 | 13 | 9  | 5   | 4    | 15 | 13 | 12                   | 97    | 82     |
| 8   | Panagiotis Mantis Pavlos Kagialis | Grecia                     | 5  | 6  | 3   | DS | 15 | 12 | 8   | 7    | 4  | 6  | 18                   | 104   | 84     |
| 9   | Stuart McNay David Hughes         | Statele Unite ale Americii | 8  | 12 | 9   | 10 | 8  | 8  | 7   | 9    | 8  | 11 | 8                    | 98    | 86     |
| 10  | Deniz Çinar Ates Çinar            | Turcia                     | 11 | 14 | 5   | 3  | 2  | 10 | 17  | 13   | 11 | 4  | 20                   | 110   | 93     |
| 11  | Kevin Peponnet Jeremie Mion       | Franța                     | 4  | 7  | 11  | 13 | 12 | 2  | 11  | 11   | 13 | 16 | -                    | 100   | 87     |
| 12  | Pavel Sozykin Denis Gribanov      | COR                        | 14 | 13 | 6   | 12 | 16 | 6  | 6   | 10   | 9  | 12 | -                    | 104   | 90     |
| 13  | Xu Zangjun Wang Yang              | China                      | 15 | 11 | 13  | 8  | 11 | 14 | 4   | 15   | 14 | 5  | -                    | 110   | 95     |
| 14  | Diogo Costa Pedro Costa           | Portugalia                 | 13 | 10 | 15  | 14 | 1  | 13 | 10  | 16   | 12 | 17 | -                    | 121   | 104    |
| 15  | Park Gun-woo Cho Sung-min         | Coreea de Sud              | 17 | 16 | 14  | 15 | 3  | 17 | 15  | 14   | 1  | 9  | -                    | 121   | 104    |
| 16  | Henrique Haddad Bruno Bethlem     | Brazilia                   | 16 | 3  | 17  | 2  | 18 | 19 | 12  | 17   | 16 | 15 | -                    | 137   | 118    |
| 17  | Jacob Saunders Oliver Bone        | Canada                     | 12 | 17 | 16  | 16 | 7  | 15 | 16  | 12   | 17 | 14 | -                    | 142   | 125    |
| 18  | Tyler Paige Adrian Hoesch         | Samoa Americană            | 18 | 19 | 18  | 17 | 17 | 16 | 19  | 18   | 18 | 18 | -                    | 178   | 159    |
| 19  | Matias Montinho Paixão Afonso     | Angola                     | NT | 18 | 19  | 18 | 19 | 18 | 18  | 19   | 19 | 19 | -                    | 187   | 167    |